# Punt de control
Els punts de control (checkpoints en anglès) són mecanismes moleculars que verifiquen que es compleixen les condicions necessàries per permetre el pas d'una fase del cicle cel·lular a una altra, impedint així que certs esdeveniments com a danys en l'àcid desoxiribonucleic (DNA) transcendeixin al llarg del cicle.

## Punts de control en el cicle cel·lular
Els punts de control cel·lular són mecanismes que asseguren la fidelitat de la divisió cel·lular en les cèl·lules. Aquests punts de control verifiquen si els processos en cada fase del cicle cel·lular han estat completats amb precisió abans de progressar cap a la següent fase. Han estat identificats múltiples punts de control, encara que alguns són més coneguts que altres.

Una funció important de molts punts de control consisteix a avaluar els danys en el DNA, els quals es detecten per mecanismes sensors. Quan es localitza el dany, el punt de control envia un senyal que deté el cicle cel·lular fins que es realitza la reparació o, quan no és possible reparar-ho, marca la cèl·lula per a la seva destrucció per apoptosi (mecanisme efector). 

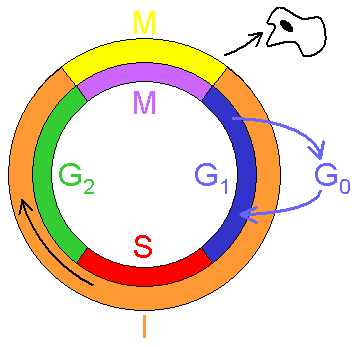
Cicle cel·lular. M: mitosi, I: interfase.

Els principals punts de control que verifiquen la progressió a través del cicle cel·lular en eucariotes són els següents: 

### Punt de Restricció
És el primer checkpoint del cicle cel·lular, al final de la fase G1, just abans d'entrar en la fase S. La major part de les cèl·lules es paren en aquest moment i entren en un estat de repòs denominat G0. Les cèl·lules eucariotes normalment es detenen en aquest punt de control si les condicions ambientals són adverses (falta de nutrients, per exemple). En cèl·lules animals aquest punt de control es denomina "punt de restricció", mentre que en llevat es denomina "punt d'inici" (start).

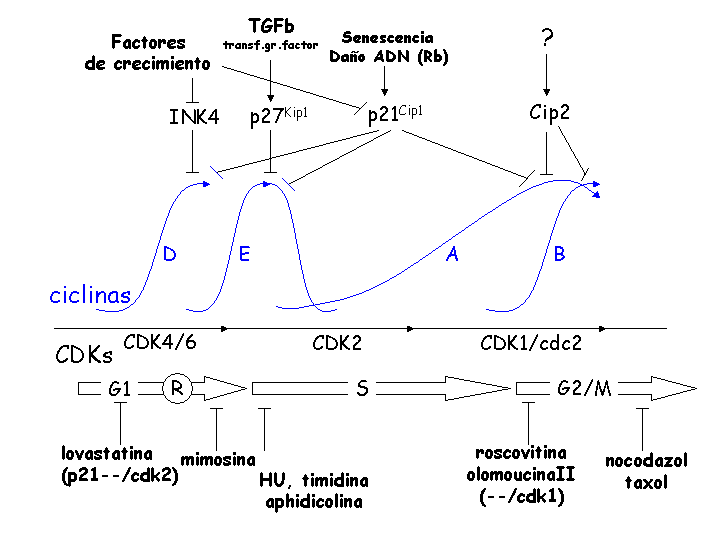
Esquema que mostra la variació en els nivells de ciclinas i CDKs al llarg del cicle cel·lular, així com l'acció de diversos inhibidors.

### Punt de control de dany en el DNA
La variació de la seqüència del DNA en la línia germinal és essencial per mantenir la variabilitat genètica i assegurar l'aparició de modificacions que permetin una millor adaptació al medi. No obstant això, en la línia somàtica els canvis genètics normalment són nocius, i les cèl·lules han desenvolupat estrictes mecanismes de seguretat per detectar i corregir les possibles alteracions que hagi pogut sofrir el DNA. Una única alteració genòmica (una mutació) que produeixi una simple modificació en la quantitat produïda d'una proteïna, o la substitució d'un únic aminoàcid en la seva seqüència, pot desencadenar una sèrie de variacions que culminin amb la generació d'un tumor. L'aparició d'aquest tipus d'errors estan associats amb les fallades en els mecanismes que haurien d'haver detectat i corregit la lesió en el DNA que va causar la mutació, o en últim terme, dirigint la cèl·lula afectada cap a un procés de mort cel·lular. Per això, els mecanismes que asseguren la integritat del DNA són fonamentals per al correcte funcionament cel·lular.
Les modificacions en la seqüència del DNA poden generar-se per modificacions químiques espontànies dels seus components, per errors durant la replicació o per danys infligits al DNA, a causa de la presència d'agents endogens (generats pel mateix metabolisme cel·lular normal) o exògens (procedents de l'exterior). Entre aquests es troben la radiació ionitzant (ANAR) i determinats productes químics (vegeu Dany de l'ADN). El dany en el DNA inicia una resposta que activa diferents mecanismes de reparació que reconeixen lesions específiques en el DNA, que són reparades al moment per recuperar la seqüència original del DNA. Així mateix, el dany en el DNA provoca una parada en el cicle cel·lular, que comporta l'alteració de nombrosos processos fisiològics, que al seu torn implica síntesis, transport i degradació de proteïnes. La comprensió de quin és el senyal que emana de les lesions en el DNA i com afecta a les nombroses rutes cel·lulars implicades s'ha obtingut en gran part estudiant la sofisticada resposta als trencaments de doble bri (DSBs, per Double Strand Breaks), que està conservada des de llevats fins a humans. Aquesta resposta és una intricada xarxa de senyalització regulada fonamentalment per dues proteïnes cinases associades: ATM (Atàxia-telangiectasia Mutated, el gen mutat en aquesta malaltia humana) i ATR (ATM- and Rad3- Related).

#### Transició G1/S
Aquest punt de control impedeix la preparació per a la replicació del DNA fins que s'hagi eliminat el dany detectat en el DNA. Un dels esdeveniments clau en aquest procés és l'activació induïda pel dany en el DNA de la molècula p53. L'activació de p53 inclou la seva fosforilació, acetilació i sumolación, a més de la seva estabilització i la seva translocació cap al nucli cel·lular. La fosforilació de p53 pertorba la seva interacció amb la ligasa I3 de ubiquitina hMdm2, la qual cosa impedeix la ubiquitinación i degradació de p53. La principal responsable de la fosforilació de p53 en diferents aminoàcids és ATM, que a més contribueix a l'estabilització de p53 mitjançant la fosforilació de hMdm2 (que inhibeix la seva interacció amb p53) i del factor de transcripció I2F1 (que activa la trascripción de p19ARF, un inhibidor de hMdm2). Una vegada estabilitzada, p53 entra en el nucli cel·lular i indueix la transcripció de diversos gens, entre els quals s'inclouen l'inhibidor de cinases dependents de ciclina (CDKs) denominat p21Waf1. Aquesta molècula inhibeix la formació dels complexos ciclina D-CDK4, la qual cosa impedeix la transició G1/S. Simultàniament, p53 indueix la transcripció de gens implicats en la reparació de l'ADN.
Alternativament, si el dany genómic és massa gran perquè pugui ser reparat, ATM indueix l'activació d'una sèrie de rutes cel·lulars que culminen en la mort cel·lular.

#### Intra S
ATM juga també un paper important en el control de la resposta al dany al DNA induït per ANAR durant la fase S. En aquest cas, ATM fosforila i indueix hChk2, que al seu torn fosforila Cdc25A. Aquesta és una proteïna que defosforila tirosines i que, en cèl·lules no irradiades, defosforila CDK2 per promoure la transició de G1 a S. Quan hChk2 està activat i fosforila Cdc25A, promou la degradació d'aquesta fosfatasa pel proteasoma, la qual cosa impedeix l'activació dels complexos ciclina I-CDK2, provocant així una parada en la iniciació i progressió de la replicació de l'ADN.
A més, l'activació de ATM induïda per ANAR produeix la fosforilació de la proteïna BRCA1, la qual cosa produeix la dissociació de BRCA1 dels complexos en els quals es troba. BRCA1 s'associa a moltes proteïnes que estan implicades en la resposta al dany al DNA i hi ha múltiples evidències que suggereixen que BRCA1 realitza funcions múltiples en aquest procés a través de les seves proteïnes associades. Entre aquestes, es troben proteïnes implicades en modificacions de la cromatina (SWI/SNF, HDAC1/2, p300/CBP), proteïnes implicades en la reparació de l'ADN (BACH1, BLM...) i proteïnes implicades en el control de la transcripció (GADD45, BARD1...). BRCA1 és el gen de susceptibilitat al càncer de mama i ovari, mutat en el 50% de tots els casos familiars d'aquests tipus de càncer.

#### Transició G2/M
El punt de control de G2/M evita que entrin en mitosi cèl·lules que o bé han acabat la replicació del seu DNA i han estat posteriorment exposades a agents que l'han danyat, o bé cèl·lules que han traspassat el punt de control intra-S amb dany en el DNA sense reparar.
ATM també és important per al funcionament d'aquest punt de control. Com en el cas anterior, ATM és necessari per a la fosforilació de hChk2, i hChk2 és necessari per al manteniment del punt de control de G2/M. hChk2 fosforila i inhibeix la fosfatasa hCdc25C, que per tant no pot defosforilar i activar els complexos ciclina B1-CDK1, que són necessaris per promoure l'entrada en mitosi.
D'altra banda, encara que ATM és la primera molècula a activar-se en la resposta de dany al DNA, i és la responsable de la resposta ràpida i immediata, ATR s'uneix en una fase tardana i manté l'estat fosforilat de substrats específics. Aquesta important redundància afegeix una major complexitat a la resposta. No obstant això, a més del seu paper en la fase tardana de la resposta, ATR també respon a danys al DNA que no activen ATM, com a tractaments de radiació UV, forquetes de replicació bloquejades i hipòxia, defosforilant almenys alguns dels substrats de ATM, com p53 i BRCA1.

### Punt de control de l'assemblatge del fus
Durant la mitosi, la cèl·lula organitza un fus mitòtic amb dos pols, on s'ancoren els cromosomes mitjançant unes estructures proteiques denominades cinetocors. Els cromosomes consten de dues molècules idèntiques de DNA, les cromàtides germanes, que romanen unides fins a l'anafase a través d'unes proteïnes denominades cohesines. El mecanisme que detecta que s'ha format correctament un fus mitòtic, que tots els cromosomes estan associats a aquest fus de manera bipolar, i que tots ells es troben alineats en la placa metafásica és el denominat punt de control de mitosi, d'anafase o també punt de control de l'assemblatge del fus, abreujat SAC per les seves sigles en anglès (Spindle Assembly Checkpoint).
Si un dels cromosomes, per alguna raó, es retarda durant el procés d'alineament, aquesta maquinària produeix una detenció temporal de la progressió en el cicle cel·lular : la cèl·lula es deté en metafase, donant temps als mecanismes de reparació a resoldre el problema detectat. Si passat un temps, el problema no s'ha corregit, la cèl·lula serà abocada a un procés de mort cel·lular, un mecanisme de seguretat per evitar que es produeixi una situació de aneuploidía, generalment amb conseqüències greus per a l'organisme.
Quan tots els cromosomes es congreguen correctament en la placa metafásica, el punt de control de mitosi s'inactiva, de manera que es produeix el tall de les cohesines que mantenien unides les cromàtides germanes, disparant-se d'aquesta manera l'entrada en anafase. Finalment, tots dos jocs de cromàtides germanes s'organitzen al voltant dels pols de les cèl·lules filles en telofase i, per tant, ambdues cèl·lules reben un complement cromosòmic complet.